# More Birdland Sessions
More Birdland Sessions è un album live di Lee Morgan con i Jazz Messengers di Art Blakey, pubblicato dalla Fresh Sound Records nel 2003.I brani dell'album furono registrati dal vivo al Birdland di New York in varie date (indicate nella lista tracce) nel corso del 1960.La nota di copertina riporta Walter Davis Jr., come pianista nel brano Lester Left Town, mentre il catalogo lo inserisce tra i musicisti del sesto e settimo brano del CD (al posto di Bobby Timmons).

## Tracce
1. Lester Left Town – 13:05 (Wayne Shorter) – Registrato dal vivo il 4 giugno 1960 al Birdland di New York
2. Noise in the Attic – 12:30 (Wayne Shorter) – Registrato dal vivo il 28 ottobre 1960 al Birdland di New York
3. So Tired – 9:48 (Bobby Timmons) – Registrato dal vivo il 28 ottobre 1960 al Birdland di New York
4. It's Only a Paper Moon – 8:40 (Harold Arlen, E.Y. Yip Harburg, Billy Rose) – Registrato dal vivo il 5 novembre 1960 al Birdland di New York
5. This Here – 10:05 (Bobby Timmons) – Registrato dal vivo il 5 novembre 1960 al Birdland di New York
6. Sakeena's Vision – 8:27 (Wayne Shorter) – Registrato dal vivo l'11 settembre 1960 al Birdland di New York
7. Koko's Waltz – 11:08 (Lee Morgan) – Registrato dal vivo l'11 settembre 1960 al Birdland di New York

## Musicisti
- Lee Morgan - tromba
- Wayne Shorter - sassofono tenore
- Bobby Timmons - pianoforte (brani: 1, 2, 3, 4 e 5)
- Walter Davis Jr. - pianoforte (brani: 6 e 7)
- Jymie Merritt - contrabbasso
- Art Blakey - batteria